# السوادة (الشعر)

تعديل مصدري - تعديل

السوادة محلة تابعة لقرية الصفا، التابعة لعزلة مقنع بمديرية الشعر إحدى مديريات محافظة إب في الجمهورية اليمنية.، بلغ تعداد سكانها 24 حسب تعداد اليمن لعام 2004.